# Pferdebetrieb
Pferdebetrieb – Das Profi-Magazin ist eine Fachzeitschrift, die sich an professionelle Pferdebetriebe richtet. Herausgeber ist die FORUM Zeitschriften und Spezialmedien GmbH, ein Tochterunternehmen der Forum Media Group. 

## Kurzbeschreibung
Pferdebetrieb erscheint 10-mal im Jahr. Zusätzlich gibt es regelmäßig Sonderhefte in Form von Booklets, z. B. Marktübersichten zum Thema Fütterung, Einstreu oder Reitböden (2010) oder einen Equitana-Guide (2009). Die Zeitschrift wird geprüft durch die Informationsgemeinschaft zur Feststellung der Verbreitung von Werbeträgern e.V. (IVW).

## Inhalte
Pferdebetrieb informiert über eine korrekte Pferdebetriebsführung und Pferdezucht, klärt offene Rechtsfragen bei der Pferdehaltung und stellt neue Produkte und Geräte für Pferdebetriebe vor. Außerdem gibt die Zeitschrift wertvolle Tipps rund um das Management und Marketing eines Pferdebetriebs sowie eine erfolgreiche Kundengewinnung und -bindung.

## Zielgruppe
Zur Zielgruppe von „Pferdebetrieb“ zählen hauptsächlich Berufsreiter, Gestüte, Pferdezüchter, Reitervereine und Landwirte mit Pensionspferdehaltung.

## Erscheinungsweise
Bis zum Jahrgang 2011 erschien „Pferdebetrieb“ 6-mal jährlich. In den Jahren 2012 und 2013 wurde die Erscheinungsweise auf 8 Ausgaben erhöht. Seit 2014 gibt der Verlag 10 Ausgaben im Jahr heraus.